# Blagovest Stoyanov
Blagovest Stoyanov (n. 21 martie 1968, Asenovgrad, Republica Populară Bulgaria) este un canoist ce a reprezentat Bulgaria, medaliat olimpic. A participat la 2 ediții ale Jocurilor Olimpice (1992, 1996) în care a câștigat o medalie de bronz.